# Vailhauquès
Vailhauquès település Franciaországban, Hérault megyében. Lakosainak száma 2684 fő (2022. január 1.). Vailhauquès Argelliers, Combaillaux, Grabels, Montarnaud és Murles községekkel határos.

## Népesség
A település népessége az elmúlt években az alábbi módon változott:
| Lakosok száma | 235  | 772  | 1317 | 2058 | 2587 | 2597 | 2553 | 2584 | 2609 | 2684 |
|               | 1968 | 1982 | 1990 | 2006 | 2013 | 2015 | 2017 | 2019 | 2020 | 2022 |